# Hugo de Fenolleda
Hugo de Fenolleda fue un obispo de Valencia que vivió en el siglo XIV.
Hijo de Pedro de Fenolleda y Urtx, primer vizconde de Ille. Fue doctor en leyes, canónigo de Lérida y pavorde de Gerona, antes de ser nombrado obispo de Vic. Como canciller de Pedro IV (1344-54) desarrolló un papel muy importante. Fue destituido en las cortes de Zaragoza, por las presiones de los nobles aragoneses, que no querían un canciller catalán.
Como obispo de Valencia tuvo un sínodo en 1350. Fue señor de Puzol. Presidió un consejo en Valencia sobre los asuntos de Cerdeña y para procurar refuerzos a la campaña de 1353-54 que realizó Pedro IV. Legó notables obras de orfebrería a la catedral de Vich.